# NME Awards
Die NME Awards sind ein jährlicher Musikpreis, gegründet durch das britische Musikmagazin New Musical Express (NME). Die ersten Preise wurden im Jahr 1953, der Gründung des NME, vergeben.

## Preisträger

### NME Awards 2022
- Godlike Genius – FKA Twigs
- Songwriter Award – Jack Antonoff
- NME Icon Award – Neneh Cherry
- NME Innovation Award – Halsey
- Best British Album – Sam Fender – Seventeen Going Under
- Best Album in the World – Sam Fender – Seventeen Going Under
- Best British Song – Chvrches – How Not To Drown
- Best Song in the World – Lorde – Solar Power
- Best British Solo Act – Little Simz
- Best Solo Act in the World – Burna Boy
- Best British Band – Bring Me The Horizon
- Best Band in the World – Fontaines D.C.
- Best New British Act – Berwyn
- Best New Act in the World – Olivia Rodrigo
- Best Live Act – Rina Sawayama
- NME Radar Award – Griff
- Best Collaboration – Griff + Sigrid
- Best Music Video – Foals – Wake Me Up
- Best British Festival – Reading & Leeds
- Best Small Festival – Wide Awake
- Best Festival in the World – Life Is Beautiful
- Best Festival Headliner – Wolf Alice
- Best Producer – Nia Archives
- Best Film – Last Night In Soho
- Best Film Actor – Alana Haim
- Best TV Series – Feel Good
- Best TV Actor – Aisling Bea
- Best Music Film – The Sparks Brothers
- Best Music Book – Bobby Gillespie – Tenement Kid
- Best Reissue – Taylor Swift – Red (Taylor's Version)
- Best Podcast – Table Manners
- Best Game – Metroid Dread
- Hero of the Year – Tomorrow X Together
- Villain of the Year – Jacob Rees-Mogg
- Music Moment of the Year – Liam Gallagher’s Free Concert für NHS Workers

### NME Awards 2020
- Godlike Genius – Emily Eavis
- Songwriter of the Decade – Robyn
- NME Icon Award – Courtney Love
- NME Innovation Award – The 1975
- Best British Album – Little Simz – GREY Area
- Best Album in the World – Lana Del Rey – Norman Fucking Rockwell!
- Best British Song – AJ Tracey – Ladbroke Grove
- Best Song in the World – Billie Eilish – Bad Guy
- Best British Solo Act – FKA twigs
- Best Solo Act in the World – Taylor Swift
- Best British Band – The 1975
- Best Band in the World – Slipknot
- Best New British Act – Easy Life
- Best New Act in the World – Clairo
- Best Live Act – Foals
- NME Radar Award – Beabadoobee
- Best Collaboration – Slowthai + Mura Masa
- Best Music Video – Yungblud – Original Me
- Best British Festival – Glastonbury
- Best Small Festival – End Of The Road
- Best Festival in the World – Glastonbury
- Best Festival Headliner – The Cure
- Best Film – Blue Story
- Best Film Actor – Michael Ward
- Best TV Series – Peaky Blinders
- Best TV Actor – Jessica Barden
- Best Music Film – Liam Gallagher: As It Was
- Best Music Book – Elton John – Me
- Best Reissue – Muse – Origin Of Muse
- Best Podcast – Have You Heard George’s Podcast?
- Best Game – Star Wars Jedi: Fallen Order
- Album of the Decade – Arctic Monkeys – AM
- Hero of the Year – Slowthai
- Villain of the Year – Piers Morgan
- Music Moment of the Year – BTS – Wembley Stadium

### NME Awards 2018
- Godlike Genius – Liam Gallagher[1]
- NME Icon – Shirley Manson
- NME Innovation Award – Boy Better Know
- Under the Radar Award – Pale Waves
- Best British Band – Alt-J
- Best International Band – Haim
- Best New Artist – Stefflon Don
- Best British Solo Artist – Loyle Carner
- Best International Solo Artist – Lorde
- Best Festival Headliner – Muse
- Best Live Artist – Kasabian
- Best Album – J Hus – Common Sense
- Best Track – Charli XCX – Boys
- Best Mixtape – Avelino – No Bullshit
- Best Collaboration – Craig David & Bastille – I Know You
- Hero of the Year – Ariana Grande
- Villain of the Year – Piers Morgan
- Best TV Show – Stranger Things 2
- Best Film – Baby Driver
- Best Music Film – Gaga – Five Foot Two
- Best Music Video – The Big Moon – Sucker
- Best Reissue – Radiohead – OK Not OK
- Best Book – Wiley – Eskiboy
- Best Festival – Glastonbury Festival
- Best Small Festival – Festival Number 6
- Music Moment of the Year – One Love Manchester

### NME Awards 2017
- Godlike Genius – Pet Shop Boys[2]
- Outstanding Contribution to Music – Wiley
- Best British Band – Biffy Clyro
- Best International Band – Metallica
- Best New Artist – Dua Lipa
- Best British Female Artist – M. I. A.
- Best British Male Artist – Skepta
- Best International Female Artist – Christine and the Queens
- Best International Male Artist – Frank Ocean
- Best Festival Headliner – Adele
- Best Live Band – The 1975
- Best Album – Bastille – Wild World
- Best Track – Christine and the Queens – Tilted
- Worst Band – 5 Seconds of Summer
- Hero of the Year – Beyoncé
- Villain of the Year – Nigel Farage
- Best TV Show – Fleabag
- Best Film – My Scientology Movie
- Best Music Film – Oasis: Supersonic
- Best Music Video – Slaves – Consume or Be Consumed
- Best Reissue – Oasis – Be Here Now
- Best Book – Johnny Marr – Set the Boy Free
- Best Festival – Glastonbury Festival
- Best Small Festival – End of the Road
- Music Moment of the Year – Coldplays Viola-Beach-Tribut beim Glastonbury Festival

### NME Awards 2016
- Godlike Genius – Coldplay[3]
- Inspiration Award – Yoko Ono
- Best British Band – The Maccabees
- Best International Band – Run the Jewels
- Best New Artist – Rat Boy
- Best British Solo Artist – Charli XCX
- Best International Solo Artist – Taylor Swift
- Best Live Band – Wolf Alice
- Best Album – Foals – What Went Down
- Best Track – Wolf Alice – Giant Peach
- Worst Band – 5 Seconds of Summer
- Hero of the Year – Dave Grohl
- Villain of the Year – Donald Trump
- Best TV Show – This Is England '90
- Best Film – Beasts of No Nation
- Best Music Film – Blur: New World Towers
- Best Music Video – Slaves – Cheer Up London
- Best Actor – Idris Elba
- Best Actress – Vicky McClure
- Best Fan Community – The Libertines
- Best Reissue – David Bowie – Five Years (1969–1973)
- Best Book – Patti Smith – M Train
- Best Festival – Glastonbury Festival
- Best Small Festival – End of the Road Festival
- Music Moment of the Year – Geheim-Auftritt von The Libertines beim Glastonbury Festival
- Vlogger of the Year – KSI

### NME Awards 2015
- Godlike Genius – Suede[4]
- Philip Hall Radar Award – Dean Blunt
- Outstanding Contribution to Music – Teenage Cancer Trust
- Rock‘n’Roll Soul Award – Jimmy Page
- Best British Band – Kasabian
- Best International Band – Foo Fighters
- Best Solo Artist – Jake Bugg
- Best New Band – Royal Blood
- Best Live Band – Royal Blood
- Best Album – Kasabian – 48:13
- Best Track – Jamie T – Zombie
- Dancefloor Filler – Iggy Azalea feat. Charli XCX – Fancy
- Best Video – Jamie T – Zombie
- Best Festival – Glastonbury Festival
- Best TV Show – Game of Thrones
- Best Film – Northern Soul
- Best Music Film – Pulp: A Film About Life, Death and Supermarkets
- Reissue of the Year – Manic Street Preachers – The Holy Bible
- Hero of the Year – Alex Turner
- Villain of the Year – Nigel Farage
- Worst Band – 5 Seconds of Summer
- Best Band Social Media – Liam Gallaghers Twitter
- Best Fan Community – Muse
- Book of the Year – Viv Albertine – Clothes Clothes Clothes Music Music Music Boys Boys Boys
- Small Festival of the Year – Liverpool Psych Fest
- Music Moment of the Year – Comeback von Jamie T
- Best Lyric – Happyness – „I'm wearing Win Butler's hair/There's a scalpless singer in a Montreal rock band somewhere.“
- Best Quote – Serge Pizzorno (Kasabian) – „Five records, 10 years. We've earned our shot.“ (über Kasabians Headliner-Auftritt beim Glastonbury Festival)

### NME Awards 2014
- Godlike Genius – Blondie[5]
- Songwriters’ Songwriter – Paul McCartney
- Award for Innovation – Damon Albarn
- Philip Hall Radar Award – Fat White Family
- Teenage Cancer Trust Outstanding Contribution to Music Award – Belle and Sebastian
- Best British Band – Arctic Monkeys
- Best International Band – Haim
- Best Solo Artist – Lily Allen
- Best New Band – Drenge
- Best Live Band – Arctic Monkeys
- Best Album – Arctic Monkeys – AM
- Best Track – Disclosure feat. AlunaGeorge – White Noise
- Best Music Video – Eagulls – Nerve Endings
- Best Festival – Glastonbury Festival
- Best TV Show – Breaking Bad
- Best Music Film – The Stone Roses: Made of Stone
- Best Reissue – The Clash – Sound System
- Hero of the Year – Alex Turner
- Villain of the Year – Harry Styles
- Worst Band – The 1975
- Best Band Blog or Twitter – @babyhaim (Alana Haim)
- Best Fan Community – Arctic Monkeys
- Best Book – Morrissey – Autobiography
- Best Small Festival – Sŵn
- Music Moment of the Year – Noel Gallagher und Damon Albarn treten gemeinsam bei Teenage Cancer Trust auf

### NME Awards 2013
- Godlike Genius Award – Johnny Marr[6]
- Philip Hall Radar Award – The Child of Lov
- Teenage Cancer Trust Outstanding Contribution to Music – The Cribs
- Best British Band – Biffy Clyro
- Best International Band – The Killers
- Best Solo Artist – Florence + the Machine
- Best New Band – Palma Violets
- Best Live Band – The Rolling Stones
- Best Album – The Maccabees – Given to the Wild
- Best Track – Foals – Inhaler
- Best Video – Arctic Monkeys – R U Mine?
- Best Festival – Reading and Leeds Festivals
- Best TV Show – Fresh Meat
- Best Film – The Hobbit: An Unexpected Journey
- Best Music Film – Crossfire Hurricane
- Dancefloor Anthem – Calvin Harris feat. Florence Welch – Sweet Nothing
- Hero of the Year – Barack Obama
- Villain of the Year – Harry Styles
- Worst Band – One Direction
- Hottest Man – Matthew Bellamy
- Hottest Woman – Amy Lee
- Best Twitter – @babyhaim (Alana Haim)
- Best Fan Community – Muse
- Best Book – Mike Skinner – The Story of the Streets
- Best Small Festival – Festival No 6
- Best Reissue – Blur – 21
- Greatest Music Moment of the Year – Eröffnungsfeier der Olympischen Sommerspiele 2012

### NME Awards 2012
- Godlike Genius Award – Noel Gallagher[7]
- Philip Hall Radar Award – Azealia Banks
- Teenage Cancer Trust Outstanding Contribution to Music – Pulp
- Best British Band – Kasabian
- Best International Band – Foo Fighters
- Best Solo Artist – Florence + the Machine
- Best New Band – The Vaccines
- Best Live Band – Arctic Monkeys
- Best Album – The Horrors – Skying
- Best Track – Florence + the Machine – Shake It Out
- Best Video – Hurts – Sunday
- Best Festival – Glastonbury
- Best TV Show – Fresh Meat
- Best Film – Submarine
- Best Music Film – Back and Forth – Foo Fighters
- Dancefloor Anthem – Katy B – Broken Record
- Hero of the Year – Matthew Bellamy
- Villain of the Year – Justin Bieber
- Worst Album – Justin Bieber – Under the Mistletoe
- Worst Band – One Direction
- Hottest Man – Jared Leto
- Hottest Woman – Hayley Williams
- Best Album Artwork – Friendly Fires – Pala
- Best Band Blog or Twitter – @LadyGaga
- Most Dedicated Fans – Muse
- Best Book – Noel Fielding – The Scribblings of a Madcap Shambleton
- Best Small Festival (50,000 capacity or lower) – RockNess
- Best Reissue – The Smiths – Complete Reissues
- Greatest Music Moment of the Year – Wiedervereinigung der Stone Roses

### NME Awards 2011
- Godlike Genius Award – Dave Grohl[8]
- John Peel Award for Innovation – Crystal Castles
- Philip Hall Radar Award – The Naked and Famous
- Teenage Cancer Trust Outstanding Contribution To Music – PJ Harvey
- Best British Band – Muse
- Best International Band – My Chemical Romance
- Best Solo Artist – Laura Marling
- Best New Band – Hurts
- Best Live Band – Biffy Clyro
- Best Album – Arcade Fire – The Suburbs
- Best Track – Foals – Spanish Sahara
- Best Video – My Chemical Romance – Na Na Na (Na Na Na Na Na Na Na Na Na)
- Best Festival – Glastonbury
- Best TV Show – Skins
- Best Film – Inception
- Best Dancefloor Filler – Professor Green – Jungle
- Hero of the Year – Lady Gaga
- Villain of the Year – David Cameron
- Most Stylish – Brandon Flowers
- Least Stylish – Justin Bieber
- Worst Album – Justin Bieber – My World
- Worst Band – Jonas Brothers
- Hottest Man – Matthew Bellamy
- Hottest Woman – Alison Mosshart
- Best Album Artwork – Klaxons – Surfing the Void
- Best Band Blog or Twitter – Hayley Williams
- Best Book – John Lydon – Mr Rotten's Scrapbook
- Best Small Festival (50,000 capacity or lower) – RockNess

### NME Awards 2010
- Godlike Genius Award – Paul Weller[9]
- Outstanding Contribution To Music – The Specials
- Best British Band – Muse
- Best International Band – Paramore
- Best Solo Artist – Jamie T
- Best New Band – Bombay Bicycle Club
- Best Live Band – Arctic Monkeys
- Best Album – Kasabian – West Ryder Pauper Lunatic Asylum
- Best Track – The Big Pink – Dominos
- Best Video – Biffy Clyro – The Captain
- Best Live Event – Blur, Hyde Park
- Best Festival – Glastonbury Festival
- Best TV Show – The Inbetweeners
- Best Film – Inglourious Basterds
- Best Dancefloor Filler – La Roux – In for the Kill (Skream Remix)
- Best DVD – The Mighty Boosh Live – Future Sailors Tour
- Hero of the Year – Rage Against the Machine
- Villain of the Year – Kanye West
- Best Dressed – Lady Gaga
- Worst Dressed – Lady Gaga
- Worst Album – Jonas Brothers – Lines, Vines and Trying Times
- Worst Band – JLS
- Hottest Man – Matthew Bellamy
- Hottest Woman – Karen O
- Best Website – Muse.mu
- Best Album Artwork – Kasabian – West Ryder Pauper Lunatic Asylum
- Best Band Blog – Radiohead (Radiohead.com/deadairspace)
- Giving It Back Fan Award – Lily Allen für ihre Ticket-Schatzsuche auf Twitter
- Phillip Hall Radar Award – The Drums

### NME Awards 2009
- Godlike Genius Award – The Cure[9]
- Outstanding Contribution To Music – Elbow
- Best British Band – Oasis
- Best International Band – The Killers
- Best Solo Artist – Pete Doherty
- Best Live Band – Muse
- Best New Band – MGMT
- Best Album – Kings of Leon – Only by the Night
- Best Track – MGMT – Time to Pretend
- Best Dancefloor Filler – Dizzee Rascal & Calvin Harris – Dance wiv Me
- Best Video – The Last Shadow Puppets – My Mistakes Were Made for You
- Best DVD – Arctic Monkeys – Arctic Monkeys Live at the Apollo
- Best Live Event – Glastonbury Festival
- Best TV Show – The Mighty Boosh
- Worst TV Show – Big Brother
- Best Website – youtube.com
- Best Venue – London Astoria
- Worst Album – Jonas Brothers – A Little Bit Longer
- Worst Band – Jonas Brothers
- Villain of the Year – George W. Bush
- Best Dressed – Alexa Chung
- Worst Dressed – Amy Winehouse
- Sexiest Man – Matthew Bellamy
- Sexiest Woman – Hayley Williams
- Best Album Artwork – Muse – HAARP
- Best Blog – Noel Gallagher
- Philip Hall Radar Award – The Big Pink

### NME Awards 2008
- Godlike Genius Award – Manic Street Preachers[10]
- Best British Band – Arctic Monkeys
- Best International Band – The Killers
- Best Solo Artist – Kate Nash
- Best Live Band – Muse
- Best New Band – The Enemy
- Best Album – Klaxons – Myths of the Near Future
- Best Track – Arctic Monkeys – Fluorescent Adolescent
- Best Dancefloor Filler – The Wombats – Let’s Dance to Joy Division
- Best Video – Arctic Monkeys – Teddy Picker
- Best Music DVD – Nirvana – MTV Unplugged in New York
- Best Live Event – Carling Weekend: Reading and Leeds Festivals
- Best TV Show – The Mighty Boosh
- Best Radio Show – Zane Lowe (BBC Radio 1)
- Best Film – Control
- Sexiest Woman – Kylie Minogue
- Sexiest Man – Noel Fielding
- Worst Album – Britney Spears – Blackout
- Worst Band – The Hoosiers
- Best Dressed – Noel Fielding
- Worst Dressed – Amy Winehouse
- Hero of the Year – Pete Doherty
- Villain of the Year – George W. Bush
- Best Live Venue – Wembley-Stadion
- Best Website (excluding NME.com) – Bebo
- John Peel Award For Musical Innovation – Radiohead
- Philip Hall Radar Award – Glasvegas

### NME Awards 2007
- Godlike Genius Award – Primal Scream
- Best British Band – Muse
- Best International Band – My Chemical Romance
- Best Solo Artist – Jamie T
- Best Live Band – Kasabian
- Best New Band – Klaxons
- Best Album – Arctic Monkeys – Whatever People Say I Am, That’s What I’m Not
- Best Track – The View – Wasted Little DJs
- Best Video – The Killers – Bones
- Best Music DVD – Arctic Monkeys – Scummy Man
- Best Live Event – Carling Weekend: Reading and Leeds Festivals
- Best TV Show – The Mighty Boosh
- Best Radio Show – Zane Lowe (BBC Radio 1)
- Best Film – Pirates of the Caribbean: Dead Man’s Chest
- Sexiest Woman – Kate Moss
- Sexiest Man – Matthew Bellamy (Muse)
- Worst Album – Robbie Williams – Rudebox
- Worst Band – Panic! at the Disco
- Best Dressed – Faris Rotter (The Horrors)
- Worst Dressed – Lily Allen
- Hero of the Year – Gerard Way (My Chemical Romance)
- Villain of the Year – George W. Bush
- Best Live Venue – Carling Brixton Academy
- Best Website (excluding NME.com) – YouTube
- John Peel Award For Musical Innovation – Enter Shikari
- Philip Hall Radar Award – The Twang

### NME Awards 2006
- Best New Band – Arctic Monkeys
- Best Video – Oasis – The Importance of Being Idle
- Best International Band – The Strokes
- Best TV Show – Gonzo (MTV2)
- Best Solo Artist – Kanye West
- Philip Hall Radar Award – The Long Blondes
- Best Radio Show – Zane Lowe
- Best Event – Reading and Leeds Festivals
- Best Live Band – Franz Ferdinand
- Best Music DVD – Live 8
- Best Film – Harry Potter und der Orden des Phönix
- John Peel Music Innovation Award – Gorillaz
- Best Track – Arctic Monkeys – I Bet You Look Good on the Dancefloor
- Best Album – Kaiser Chiefs – Employment
- Best British Band – Arctic Monkeys
- Godlike Genius Award – Ian Brown
- Best Website – NME.com
- Best Venue – Brixton Academy
- Hero of the Year – Bob Geldof
- Villain of the Year – George W. Bush
- Best Dressed – Ricky Wilson, Mitglied von Kaiser Chiefs
- Worst Dressed – Justin Hawkins
- Worst Album – James Blunt – Back to Bedlam
- Worst Band – Son of Dork
- Sexiest Man – Pete Doherty
- Sexiest Woman – Madonna

### NME Awards 2005
- Best Radio Show – Zane Lowe
- Best Solo Artist – Graham Coxon
- Best Live Band – Muse
- Best Track – Franz Ferdinand – Take Me Out
- Best Music DVD – Oasis – Definitely Maybe DVD
- Phillip Hall Radar Award – Kaiser Chiefs
- Best TV Show – Little Britain
- Best International Band – The Killers
- Best New Band – Razorlight
- Best Video – Green Day – American Idiot
- Special Award For Lifelong Service To Music – John Peel
- John Peel Award For Musical Innovation – The Others
- Best Film – Shaun of the Dead
- Best Album – Franz Ferdinand – Franz Ferdinand
- Best Live Event – Glastonbury Festival
- Best British Band – The Libertines
- Godlike Genius Award – New Order & Joy Division
- Best Dressed: Brandon Flowers von The Killers
- Worst Dressed: Britney Spears
- Best Live Venue: Carling Academy Brixton
- Best Website: NME.COM
- Hero Of The Year: John Peel
- Villain Of The Year: George W. Bush
- Sexiest Man: Brandon Flowers von The Killers
- Sexiest Woman: Gwen Stefani
- Worst Album: Busted für A Present for Everyone
- Worst Band: Busted

### NME Awards 2004
- Best Radio Show: Zane Lowe
- Best New Band: Kings of Leon
- Best Video: Radiohead für There There
- Best Single: The White Stripes für Seven Nation Army
- Best Film: Der Herr der Ringe: Die Rückkehr des Königs
- Rock And Roll Man Of The Year: Har Mar Superstar
- Best Live Band: Queens of the Stone Age
- Living Legend: Arthur Lee
- Philip Hall Radar Award: Franz Ferdinand
- Best Event: Glastonbury Festival
- The Fuck Me! Award For Innovation: Dizzee Rascal
- Best International Band: Kings of Leon
- Best TV Show: The Office
- Rock ’n’ Roll Woman Of The Year: Brody Dalle
- Best UK Band: The Libertines
- Best Album: Radiohead für Hail to the Thief
- Godlike Genius: Ozzy Osbourne

### NME Awards 2003
- Best UK Band: Oasis
- Best International Band: The Hives
- Best Live Band: The Datsuns
- Best Solo Artist – Ryan Adams
- Best New Band: The Libertines
- Best Video: Black Rebel Motorcycle Club für Whatever Happened to My Rock 'N' Roll
- Carling Best Album: Coldplay für A Rush of Blood to the Head
- NME Album of the Year: Coldplay für A Rush of Blood to the Head
- The Fuck Me! Award For Innovation: The Polyphonic Spree
- Best TV Show: The Osbournes
- Best Single: The Vines für Get Free
- NME Single of the Year: Doves für There Goes the Fear
- NME Hot New Band: Yeah Yeah Yeahs
- Best Radio Show: Steve Lamacq
- NME Artist of the Year: Oasis
- Godlike Genius: The Clash
- Best Film: 24 Hour Party People
- Most Sexy Man: Chris Martin
- Most Sexy Woman: Avril Lavigne
- Hero of the Year: Ozzy Osbourne
- Best Live Venue: London Astoria
- Best Haircut: Liam Gallagher
- Best Dressed: The Hives
- Best Website: NME.COM
- Best Event: Carling Reading/Leeds Festival
- Villain of the Year: Robbie Williams
- Worst Album: Robbie Williams für Escapology
- Worst Single: Robbie Williams für Feel
- Worst Band: Nickelback
- Worst Haircut: Jack Osbourne
- Worst Dressed: Christina Aguilera

### NME Awards 2002
- Best Radio Show: BBC Radio One Sessions
- Best Single: Ash für Burn Baby Burn
- Best Album: The Strokes für Is This It
- Band of the Year: The Strokes
- Best Solo Artist – Ian Brown
- Best Metal Group: Lostprophets
- Best R&B/Soul Act: Aaliyah
- Best Hip Hop/Rap Act: Missy Elliott
- Best Pop Act: Kylie Minogue
- Best Dance Act: Basement Jaxx
- Best Video: Radiohead für Pyramid Song
- Best New Act: The Strokes
- Best Live Act: U2
- Best TV Show: The Office
- Best Film: Moulin Rouge!
- Hero of the Year – New York
- Villain of the Year – Osama bin Laden
- Godlike Genius: Pennie Smith

### NME Awards 2001
- Best Single: Coldplay für Yellow
- Best Album: Primal Scream für XTRMNTR
- Best Band: Radiohead
- Best Solo Artist – Badly Drawn Boy
- Best Rock Act: U2
- Best Hip Hop/Rap Act: Eminem
- Best Pop Act: All Saints
- Best Dance Act: Fatboy Slim
- Best Metal Act: Marilyn Manson
- Best New Band: Coldplay
- Best Live Act: Moby
- Brightest Hope: Starsailor
- Villain of the Year – Robbie Williams
- Hero of the Year – Liam Gallagher
- Godlike Genius: U2

### NME Awards 2000
- Best Single: Blur für Tender
- Best Album: The Flaming Lips für The Soft Bulletin
- Best Band: Blur
- Best Solo Artist – Beck
- Best New Artist: Muse
- Best Video: Blur für Coffee & TV
- Best Live Act: Super Furry Animals
- Best Dance Act: The Chemical Brothers
- Brightest Hope: Terris
- Best Band Ever: The Beatles
- Best Single Ever: Nirvana für Smells Like Teen Spirit
- Best Album Ever: The Stone Roses für The Stone Roses
- Dickhead Of The Year: Robbie Williams
- Godlike Services To Music: Shaun Ryder
- Worst Record Of The Year: Vengaboys für We're Going to Ibiza
- Best Film: The Blair Witch Project

## Verschiedenes
2006
- Die Arctic Monkeys waren die erste Band, die sowohl in der Kategorie „Best New Band“ als auch in der Kategorie „Best British Band“ im gleichen Jahr gewannen. Im selben Jahr gewannen sie noch in der Kategorie „Best Track“.
- Die Kaiser Chiefs waren in sechs Kategorien nominiert „Best British Band“, „Best Live Band“, „Best Track“, „Best Video“, „Best Music DVD“ and „Best Album“, konnten jedoch nur in einer („Best Album“) gewinnen:

2004
- Oasis war die erste Band, die in der neugeschaffenen Kategorie „Best DVD“ gewann.

1995
- Oasis war die erste Band, die Awards in drei Kategorien gewann.